# Conte d'été de Josef Suk
Pour l’article homonyme, voir Conte d'été.
Conte d'été (tchèque : Pohádka léta), opus 29, est un poème symphonique de Josef Suk, composé entre 1907 et 1909.

## Histoire

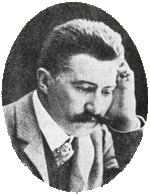
Josef Suk en 1906.

Le musicien avait composé l'œuvre en six semaines pendant l'été 1907, mais travailla encore la partition jusqu'à la création, le 26 janvier 1909, au Rodolfinum de Prague, par l'Orchestre philharmonique tchèque sous la direction de Karel Kovařvic, directeur de l'opéra de Prague et à qui l'œuvre est dédiée. 
Josef Suk – atteint par la mort soudaine et consécutive de Dvořák (son beau-père) et de son épouse – a composé sous le coup la Symphonie « Asraël », opus 27 et les petites pièces pour piano, opus 28, à l'intention de son fils – a exprimé brièvement, le sens de l'œuvre suivante, un Conte d'été :

« après une fuite éperdue, je trouve la consolation dans la nature. L'excitation qui conduit à une jubilation presque exaltée dans le premier mouvement, l'hymne au soleil dans le deuxième mouvement, la compassion pour qui ne peuvent jamais voir cela, la tempête et le désir éperdu dans le quatrième mouvement – dans le Scherzo, « sous le Pouvoir des Fantômes » – cèdent la place au calme mystique de la nuit dans le mouvement final. »

— Josef Suk, lors d'une conférence donnée en 1932.

## Structure
1. Voix de la vie et de la consolation
2. Midi
3. Les Musiciens aveugles
4. Au pouvoir des fantômes
5. Nuit

- Durée d'exécution : plus de cinquante minutes

## Discographie
- Jiří Bělohlávek, Orchestre symphonique de la BBC (3-4 janvier 2012, SACD Chandos Records CHSA 5109)[2]

## Source
- François-René Tranchefort (dir.), Guide de la musique symphonique, Paris, Fayard, coll. « Les Indispensables de la musique », 1986, 896 p. (ISBN 2-213-01638-0, OCLC 299409280), p. 781.